# Hangaramuddanahalli, Krishnarajpet
Hangaramuddanahalli là một làng thuộc tehsil Krishnarajpet, huyện Mandya, bang Karnataka, Ấn Độ.